# Kvindelige Kunstneres retrospektive Udstilling
Kvindelige Kunstneres retrospektive Udstilling var en udstilling, der blev afholdt d. 18. september til og med d. 14. oktober 1920 i Den Frie Udstillings bygning.
Kvindelige Kunstneres Samfund (i forkortet form KKS) stod bag organiseringen af Kvindelige Kunstneres retrospektive Udstilling. Der blev på et møde i 1919 nedsat en komité bestående af Helvig Kinch, Marie Sandholt, Olga Meisner-Jensen, Agnes Lunn og Nanna Ullman, som blev udvidet efterhånden med også Astrid Holm, Helga Møller og Effie Hegermann-Lindencrone. Formand for udstillingen blev formanden for Kvindelige Kunstneres Samfund Marie Henriques, og Bertha Dorph havde påtaget sig det store indledende arbejde med udstillingen.
Til udstillingen blev trykt et katalog med indledning af billedhuggeren og maleren Agnes Lunn. Indledningen præsenterede de 30 afdøde kunstnere, som deltog i udstillingen med i alt 79 værker. "Arrangørerne havde gennemgået museumssamlinger og udstillingskataloger. Det har været et stort arbejde, og i kataloget beklages "(...) at det har vist sig uoverkommeligt ved denne lejlighed at finde Arbejder frem af alle kvindelige Udstillere på Charlottenborg". Man kan i dag ikke andet end blive imponeret over, at en nystartet forening af kvindelige kunstnere overhovedet har haft ambitioner om at lave en samlet retrospektiv udstilling af kvindelige kunstnere i Danmark, hvor både maleri, skulptur og kunsthåndværk var repræsenteret", som kunsthistoriker, tidligere museumsdirektør ved KØS, Ellen Tange formulerer det.
Der var med udstillingen lagt an til at inddrage det historiske perspektiv og med værkerne synliggøre og dokumentere, at der altid havde eksisteret kvindelige kunstnere ved siden af de mandlige.
Det kan være vigtigt for eftertiden at kende til billedhuggeren Agnes Lunns grundige og præcise beskrivelser, som bygger på dokumentation i det omfattende forarbejde til udstillingen.
Indledningsvis nævner hun således i kataloget: "Der har til alle Tider ved Siden af Mændene været Kvinder, som tog Del i Kampen for at blive Kunstnere af Profession. Da Brødrene van Eyck opfandt at male i Olje, delte deres Søster Marguerite Æren med dem for at have præsteret Kunstværker, som man ikke før havde set Mage til. Efter hende kan mellem andre nævnes i det 16de Aarhundrede: Diane Ghisi og Anna Bouckel - i det 17de: Madeleine Masson, Elisabeth Sirani, Gesina Terborg o. fl, og i det 18de: Angelica Kauffman, Madame le Brun, Caroline Watson og Maria v. Huysum etc. Man ser ofte, at berømte Mestres Døtre, Søstre og Hustruer følger deres Kald."
I katalogets efterfølgende tekst præsenteres de afdøde kunstnere. I 2019 vistes på Statens Museum for Kunst den store udstilling om Guldalderen, og her udstillede Hermania Neergaard, om hvem det i kataloget i 1920 hedder: "Hermania Neergaard er Elev af Camradt født 1799. Udstillede fra 1821 paa Charlottenborg 108 billeder. Den Kgl. Malerisamling har fra 1828-1846 købt 11 Billeder deraf findes flere paa Kronborg, paa Palæerne og i Ministeriet - 1 i Aarhus. Død 1875."
Også Christine Marie Løvmand kunne ses på udstillingen på Statens Museum for Kunst. Om hende hedder det i kataloget i 1920: "Christine Marie Løvmand født 1803. Elev af Camradt og C. V. Eckersberg. Hun fik 1842 Rejseunderstøttelse af Christian den 7de. Udstillede på Charlottenborg fra 1827-1871 i alt 114 Billeder. Den kgl. Malerisamling købte 9 Blomster- og Frugtstykker. 1847 var hun en kort Tid i Paris. K. F. Viborg siger: "Megen Tak fortjener hun ved at have valgt simple Mark- og Skovblomster i naturlig Forekomst til sine Fremstillinger:"
Julie Hamann, som var elev af Vilhelm Kyhn, var velkendt som blomstermaler fra Charlottenborgs Forårsudstillinger gennem adskillige år, og på udstillingen præsenteredes med et enkelt maleri "Iris".
I dag kender vi kun få af disse kunstneres værker, og det er takket være de officielle indkøb.

## Udstillede kunstnere
Blandt kunstnerne på udstillingen finder vi
| - Kobberstikkeren Johanne Fosie med det ældste værk fra 1741 der blev udstillet: Christi Bespottelse - Magdalene Margaretha Bärens - Julie Lütken - Hermania Neergaard - Christine Marie Løvmand - Eleonora Christine Tscherning - Elisabeth Jerichau Baumann - Sophie Madsen - Anna Petersen - Ludovica Thornam | - Johanne Krebs - Bertha Wegmann - Marie Vilhelmine Bang - Fanny Garde - Anna Ancher - Agnes Slott-Møller - Susette Holten - Anne Marie Carl-Nielsen - Karen Hannover - Olga Lau - Emilie Demant Hatt | - Olivia Holm-Møller - Astrid Holm - Edith Willumsen - Anna E. Munch - Christine Swane - Benedicte Brummer - Helga Ancher - Ebba Carstensen - Carla Colsmann Mohr - Anne Marie Telmanyi - Elisabeth Neckelmann - Julie Hamann |